# 武氏鱷屬
武氏鱷屬（學名：Vjushkovia）是種已滅絕爬行動物，屬於主龍形下綱的引鱷科，生存於三疊紀中期的俄羅斯南部、中國西北部，身長估計可達3公尺。
武氏鱷具有短骨盆，類似派克鱷，這顯示勞氏鱷目、鳥鱷類的長骨盆可能是平行演化的結果。腳踝沒有大型跟骨踵，這是後兩個演化支的特徵。